# Cloruro ferroso
Il cloruro di ferro(II), o dicloruro di ferro, noto anche come cloruro ferroso, è il composto chimico binario di formula FeCl2 ed è anche il sale di ferro(II) dell'acido cloridrico. È un solido paramagnetico, con alto punto di fusione, di colore biancastro. Il cloruro ferroso cristallizza dall'acqua nella forma tetraidrata di colore verde chiaro, FeCl2•4H2O, che è la forma più comune che si trova in commercio e in laboratorio. Esiste inoltre una forma diidrata, FeCl2•2H2O.

## Sintesi
Industrialmente le forme idrate di cloruro ferroso si ottengono trattando residui di lavorazione dell'acciaio con acido cloridrico (HCl). Queste soluzioni sono chiamate "acido esausto", soprattutto quando l'acido cloridrico non è totalmente consumato:
{\displaystyle {\ce {Fe\,+\,2HCl\to FeCl2\,+\,H2}}}
L'acido esausto deve essere trattato prima dello smaltimento. È anche un sottoprodotto della produzione di titanio, dato che alcuni minerali di titanio, come l'ilmenite (FeTiO3), che è quello principale, contengono ferro.
In laboratorio il cloruro ferroso si può preparare opportunamente aggiungendo ferro in polvere ad una soluzione di metanolo e acido cloridrico concentrato, operando in atmosfera inerte. La reazione forma Fe(II) solvatato in metanolo; per riscaldamento sotto vuoto a circa 160 °C si ottiene cloruro ferroso anidro. Nello stesso modo si possono preparare bromuro ferroso (FeBr2) e ioduro ferroso (FeI2).
Una diversa sintesi di laboratorio comporta la reazione di cloruro ferrico (FeCl3) e clorobenzene.
{\displaystyle {\ce {2FeCl3\,+\,C6H5Cl\to 2FeCl2\,+\,C6H4Cl2\,+\,HCl}}}
Il cloruro ferroso preparato in questo modo è solubile in tetraidrofurano, un solvente comunemente usato per reazioni chimiche. In una classica sintesi del ferrocene, Wilkinson generò cloruro ferroso riscaldando cloruro ferrico (FeCl3) con polvere di ferro. Ad alta temperatura il cloruro ferrico si decompone formando cloruro ferroso.

## Reattività
Il cloruro ferroso è solubile in acqua, formando soluzioni di colore giallo-verde. Queste soluzioni non sono stabili, perché lo ione Fe(II) viene ossidato dall'aria a Fe(III).
Inoltre il cloruro ferroso forma complessi con molti leganti. Reagisce con due equivalenti di [(C2H5)4N]Cl per dare il sale [(C2H5)4N]2[FeCl4]. In modo simile si preparano anche i composti contenenti gli anioni [MnCl4]2−, [MnBr4]2−, [MnI4]2−, [FeBr4]2−, [CoCl4]2−, [CoBr4]2−, [NiCl4]2−, e [CuCl4]2−.

## Applicazioni
Il cloruro ferroso ha varie applicazioni di nicchia, mentre i composti correlati solfato ferroso (FeSO4) e cloruro ferrico (FeCl3) sono più utilizzati. In laboratorio si usa per la sintesi di complessi di ferro e come riducente in molte reazioni di sintesi organica. In campo ambientale il cloruro ferroso serve come flocculante riducente nel trattamento delle acque reflue, specie se sono contaminate da cromati. Si usa inoltre come precursore degli ossidi idrati di Fe(III) che sono pigmenti magnetici.